# Psittaculinae
Psittaculinae es una subfamilia de loros que consta de tres tribus: la Polytelini con 3 géneros, la Psittaculini o psitácidos asiáticos y los loros pigmeos de la tribu Micropsittini.

## Taxonomía
- Tribu Polytelini
  - Género Alisterus
  - Género Aprosmictus
  - Género Polytelis
- Tribu Psittaculini
  - Género Psittinus
  - Género Geoffroyus
  - Género Prioniturus
  - Género Tanygnathus
  - Género Eclectus
  - Género Psittacula
- Tribu Micropsittini
  - Género Micropsitta